# Хирта
Хи́рта (англ. Hirta, гэльск. Hiort) — крупнейший остров архипелага Сент-Килда на крайнем западе Шотландии.
Геологически Сент-Килда является отдельным архипелагом, но обычно включается во Внешние Гебридские острова, а административно относится к округу На-х-Эланан-Шиар.

## География
Площадь Хирты — 6,7 км² из 8,55 км² всей Сент-Килды. Высшая точка — Конахайр (430 м). Береговая линия — скалистая, утёсы Хирты считаются самыми высокими в Великобритании. Южнее находится островок Дюн, ранее составлявший с Хиртой единый остров, но в настоящее время он отделён узким проливом.
Остров служит местом обитания и гнездования множества морских птиц.

## История
Хирта, как и вся Сент-Килда, была населена около двух тысячелетий, но в 1930-е гг люди покинули архипелаг. Сегодня на Хирте присутствуют военные и посещающие остров туристы.

## Фильмография
История эвакуации острова стала сюжетом для полнометражного фильма «Край света» режиссёра Майкла Пауэлла. Фильм снимался летом 1936 года на острове Фула.